# امپاسیپاتسی ماندیالازا
امپاسیپاتسی ماندیالازا (به لاتین: Ampasipotsy Mandialaza) یک سکونتگاه مسکونی در ماداگاسکار است که در آلائوترا-مانگورو واقع شده‌است.

## خصوصیات
امپاسیپاتسی ماندیالازا ۶٬۰۰۰ نفر جمعیت دارد.